# Глостер-Роуд (станция метро)
Глостер-роуд (англ. Gloucester Road) — станция лондонского метрополитена, получившая название по одноимённой близлежащей улице. На станции останавливаются поезда трёх линий метро: «Дистрикт», Кольцевой и «Пикадилли». Относится к первой тарифной зоне.

## История станции
Станция была открыта 1 октября 1868 года в составе первой линии лондонского метро Metropolitan Railway и называлась Бромптон (Глостер-роуд).

## Иллюстрации

Станция «Глостер-Роуд»
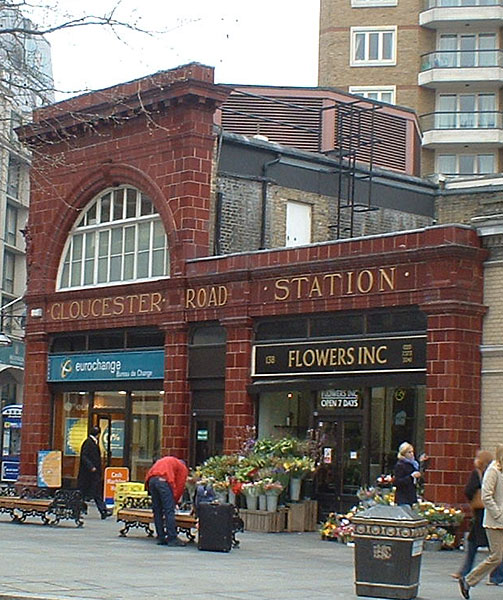
Вход на станцию линии Пикадилли
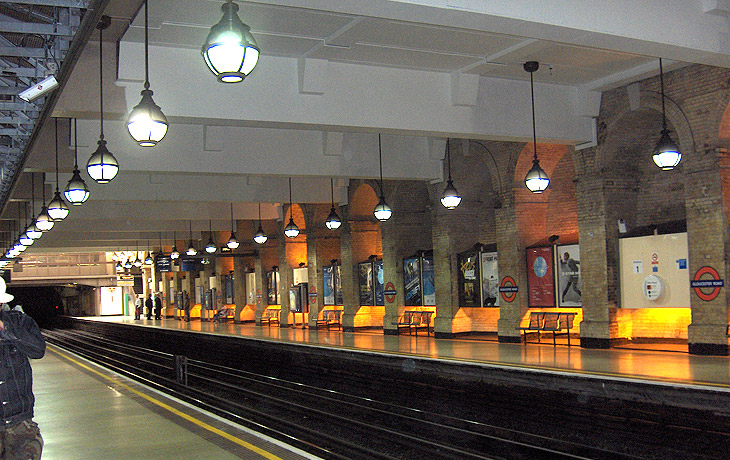
Вид на платформу